# گازترن
گازترن (به آلمانی: Gastern) یک منطقهٔ مسکونی در اتریش است که در ناحیه وایدهوفن آن در تایا واقع شده‌است. گازترن ۲۴٫۹۷ کیلومتر مربع مساحت دارد ۵۰۴ متر بالاتر از سطح دریا واقع شده‌است.